# بدهی
قرضبدهی یا دین (جمع آن دیون) بیانگر تعهد یک شخص حقیقی یا حقوقی بدهکار به شخص حقیقی یا حقوقی دیگر بستانکار است. بدهی معمولاً به دارایی واگذارشدهٔ بستانکار به بدهکار اشاره دارد، اما می‌تواند به عنوان استعاره برای بیان تعهدات اخلاقی یا سایر تعاملات اقتصادی نیز استفاده شود. بازپرداخت بدهی معمولاً شامل دو بخش «اصل بدهی» وبهره ی آن است. که معمولاً پرداخت بدهی در بازه زمانی مشخصی باید صورت گیرد....

## فرهنگ و تاریخچه
پلوتارک، تاریخ‌نگار یونانی می‌نویسد: 
البته ایرانیان دروغ را گناه ثانوی می‌پندارند، ولی بدهی را گناه اصلی. چرا که بلافاصله پس از بدهی، دروغ پشت سر آن می‌آید و از سوی دیگر وام‌دهندگان نیز دروغ‌های بیش‌تری می‌گویند، برای آنکه آن‌ها در کتاب‌های حسابداری خود، موارد جعلی را خواهند نوشت، و خواهند آورد که میزان بسیاری از فلان و بهمان را به افراد داده‌اند، در حالی که در حقیقت کم‌تر از آن را داده‌اند. و تنها بهانهٔ آن‌ها برای دروغ‌گویی، طمع است، نه الزام و نه فقر مطلق، بلکه حرص سیری‌ناپذیر آن‌ها دلیل دروغ‌گویی آن‌ها می‌شود. نتیجهٔ این موضوع آن است که نه خودشان لذت و بهره‌ای می‌برند و هم برای قربانیانشان مصیبت‌آور خواهند بود.